# Фурштатская улица

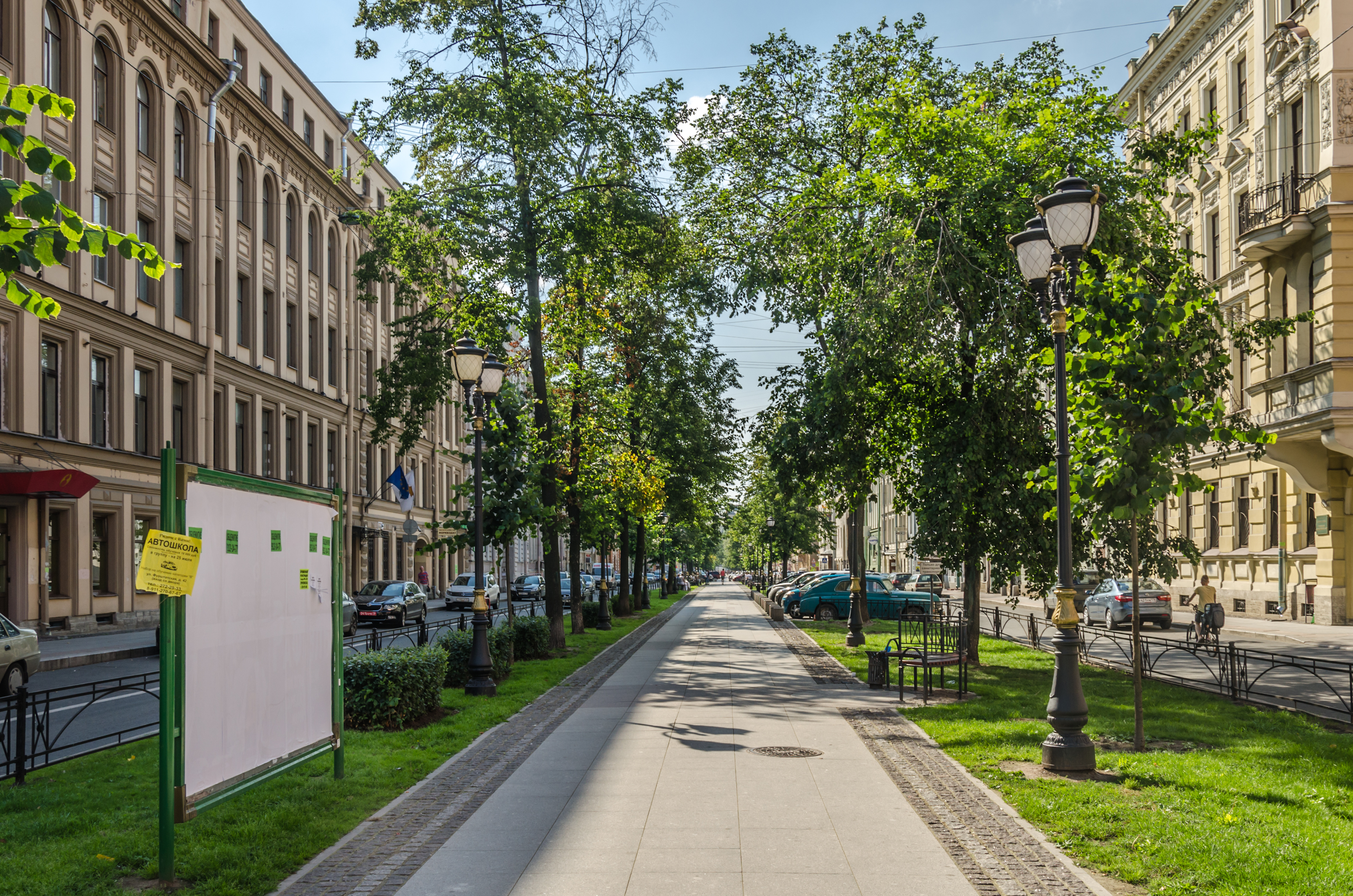
Перспектива Фурштатской улицы

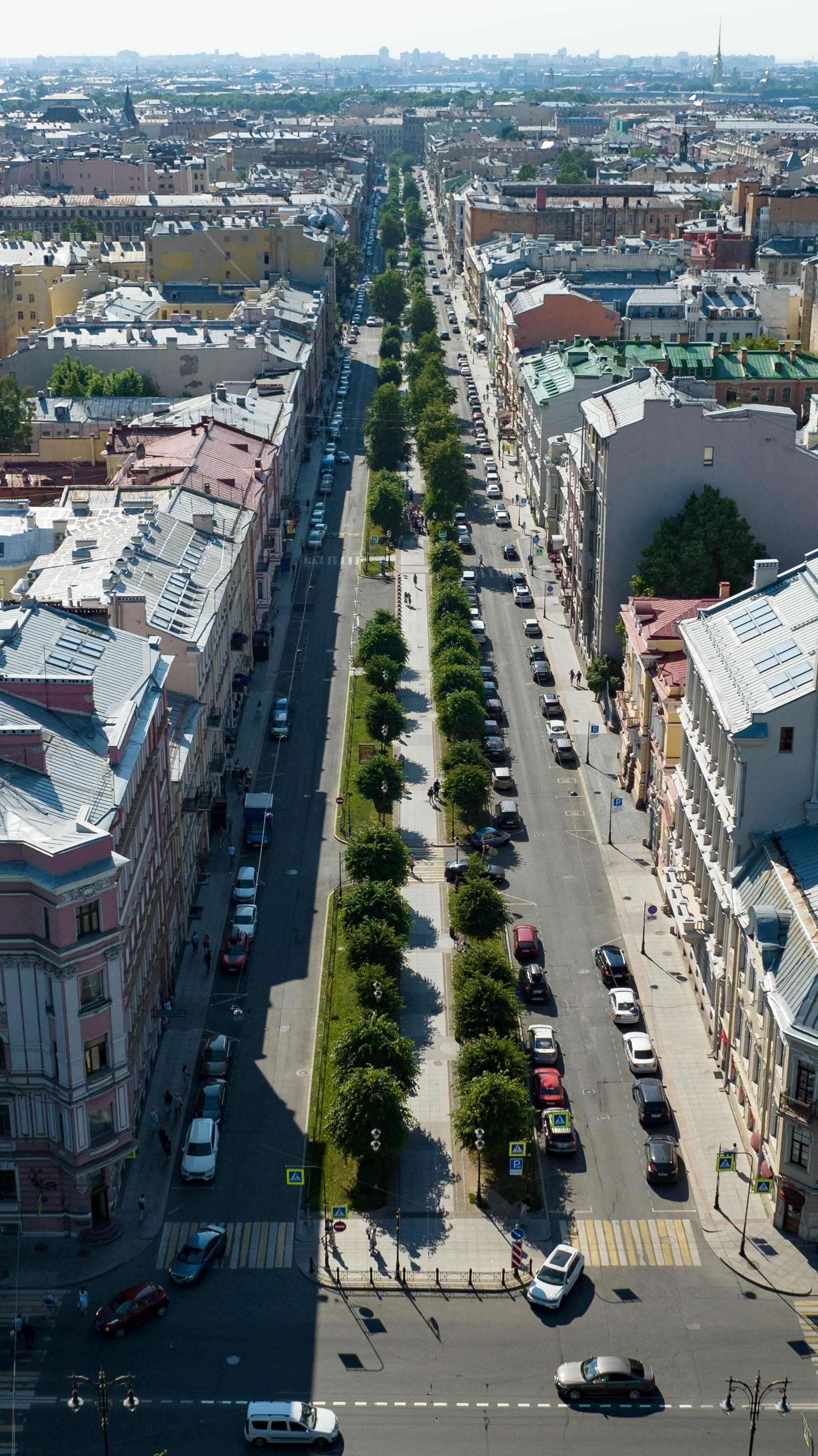
Перспектива улицы с воздуха со стороны Таврического сада

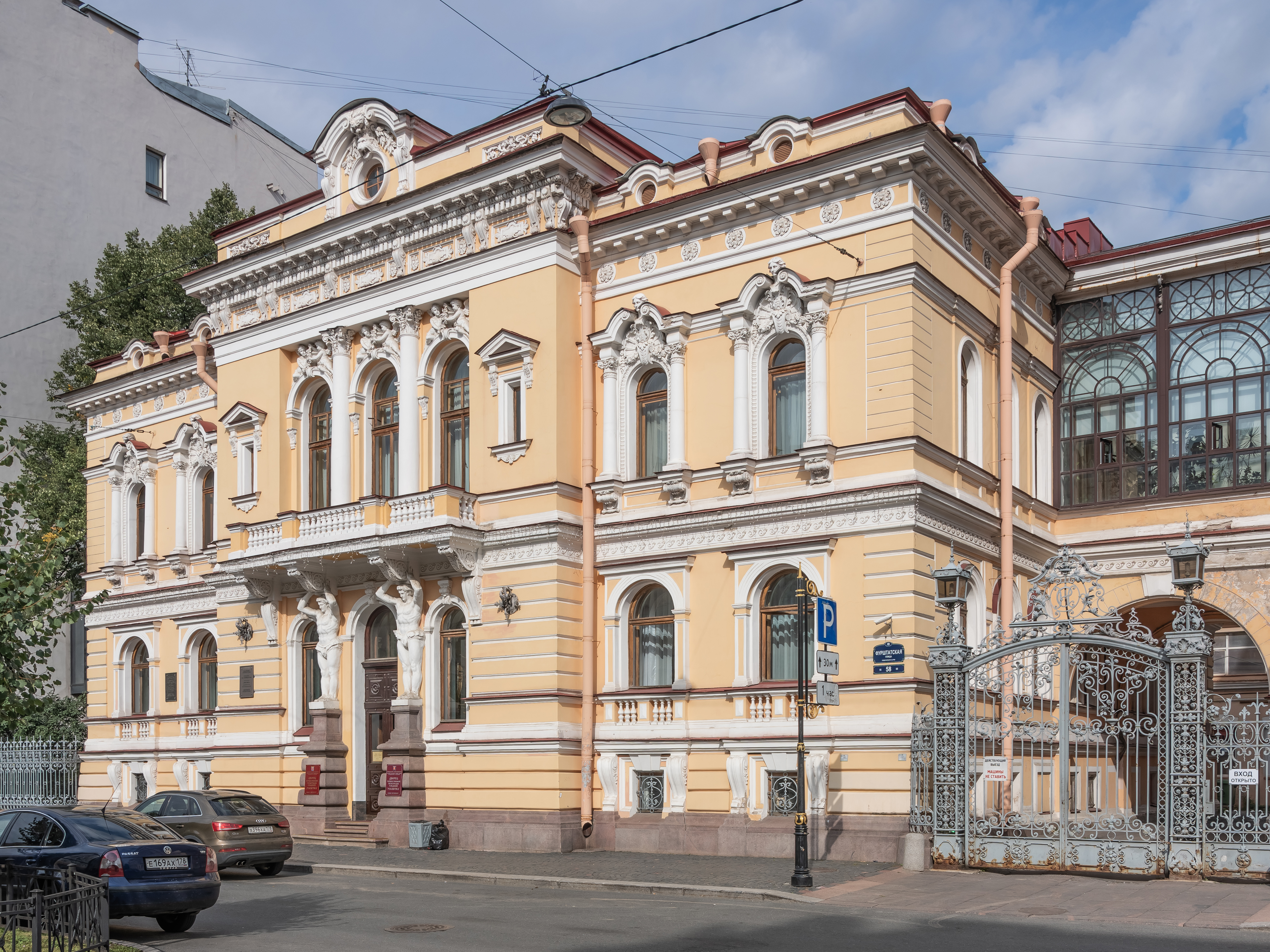
Дом 58 — бывший особняк Н. В. Спиридонова, ныне — Дворец «Малютка»

Фуршта́тская у́лица — улица в Центральном районе Санкт-Петербурга. Проходит от Литейного проспекта до Потёмкинской улицы.

## История и достопримечательности
Улица была проложена в XVIII веке около Литейного двора и названа 3-й Артиллерийской. В 1806 году она была переименована в Фурштатскую по фурштату (то есть обозу) лейб-гвардейского Преображенского полка, который размещался в доме 21. В 1923 году улица вновь была переименована и стала называться улицей Петра Лаврова в память о П. Л. Лаврове, а в 1991 году ей было возвращено прежнее название Фурштатская.

### Дома вдоль Фурштатской улицы
В конце XIX — начале XX века Фурштатская улица застраивалась особняками знати и доходными домами.
- Дом № 1  7830378000 — особняк княгини Варвары Долгоруковой построен в 1843—1844 годах девятнадцатого века в стиле позднего классицизма по проекту архитектора А. Низовцева. В начале XX века здесь бывал едва ли не весь сановный Петербург. На официальных приемах статского советника Любимова присутствовал даже Российский император Николай II. В прекрасных интерьерах дворца устраивались литературные вечера, которые часто посещал знаменитый русский писатель А. И. Куприн. В мае 1998 года особняк впервые открылся как клуб «Олимпия».
- Дом № 3 — изначально жилой дом был построен по проекту архитектора Д. Е. Ефимова[1], перестроен для особняка П. П. Мельникова в 1870—1873 годах по проекту архитектора В. Ф. фон Геккера.
- Дом № 5 — построен в 1840 году. С конца 1840-х до 1854 года принадлежал Д. Н. Лермантову. Перестроен в 1856 году архитектором Э. Г. Юргенсом[2].
- Дом № 13 — доходный дом. Надстройка и расширение 1847 и 1851 года — К. И. Брандт. Перестроен.
- Дом № 15 — бывший доходный дом Шрейера. С 1972 по 2018 год особняк занимало Генеральное консульство США[3][4].
- Дом № 16 — доходный дом, построенный в 1836 году по проекту В. Е. Моргана. Перестроен.
- Дом № 20  781710992530005 — доходный дом Н. Н. Зайцевой, построенный в 1876 году по проекту И. С. Богомолова. Здесь был возведён один из первых висячих садов в домах такого типа. Здание стоит на месте дома Алымовой, где с мая до осени 1832 года снимал квартиру А. С. Пушкин[5].
- Дом № 24, бывший особняк князя В. С. Кочубея, возведён в 1908—1910 годах архитектором Р. Ф. Мельцером в стиле модерн[6].
- Среди домов первой половины XIX века сохранился дом 26 — съезжий дом Литейной части.
- В доме № 27 (дом купца А. Г. Елисеева) в 1878—1885 годах жил известный юрист и писатель А. Ф. Кони, в доме 14 — председатель Совета Министров Российской империи И. Л. Горемыкин, домах 62 и 50 — П. Л. Лавров.

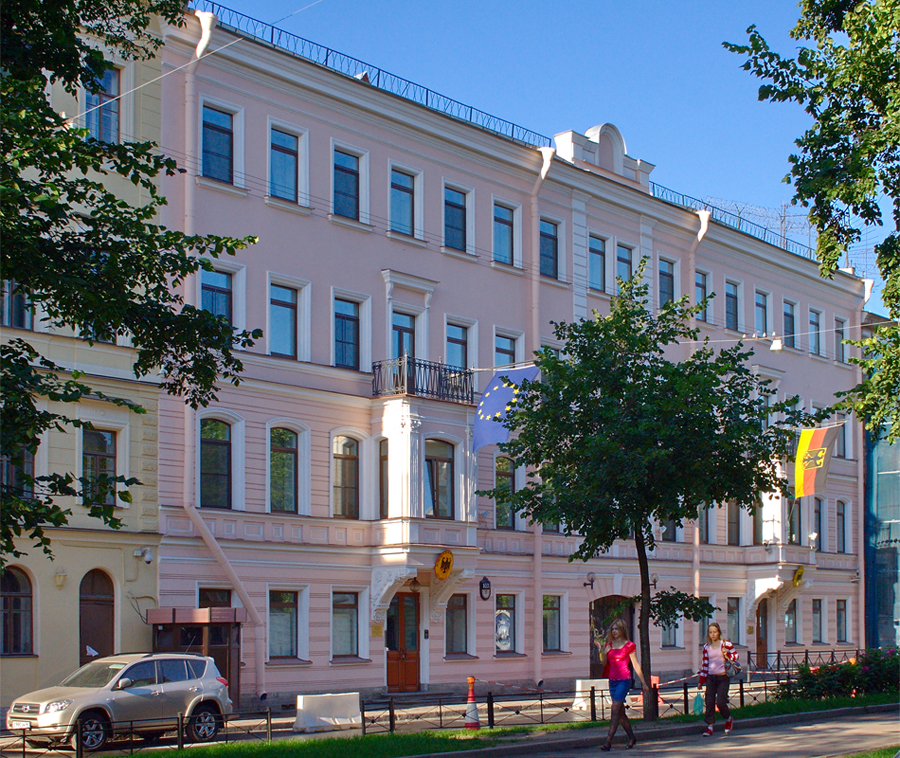
Консульство Германии, Фурштатская улица, 39

- Дом № 33 — доходный дом 1856 года постройки, арх. Николай Александрович Сычёв[7].
- Дом № 39  7830385000 (левая часть) — особняк Ф. И. Горянского. Построен в 1857—1858 годах А. Я. Андреевым. Позже здание было надстроено и расширено. В 1975 году в нём было открыто Генеральное консульство ФРГ в Ленинграде, ныне Генеральное консульство Германии.
- Дом № 41 — доходный дом, построенный в 1840—1842 годах проекту В. Е. Моргана.
- Дом № 44 — особняк А. И. Андреевой. Построен в 1843 году по проекту А. Я. Андреева. Включён в существующее здание. В доме с 1946-го по 1979 год проживал советский актёр А. М. Смирнов (мемориальная доска).
- Дом № 50  781710832800006 — бывшее здание Общины сестёр милосердия, 1886 г., арх. А. И. Шамбахер. Перестроено в 1914-м под руководством арх-ра А. И. Носалевича. В квартире № 8 с 1889 года жил и в 1895 умер писатель Н. С. Лесков.
- Дом № 52  781720992440006 — бывший особняк К. А. Варгунина (П. Н. Игнатьева), был построен в 1896—1899 годах по проекту архитектора А. И. фон Гогена. Теперь в нём размещается Дворец бракосочетания № 2.
- Дом № 58  781520271120005 — бывший особняк Н. В. Спиридонова, был построен в 1895—1896 годах архитектором А. Н. Померанцевым при участии И. С. Китнера (построившего правую часть особняка — зимний сад[8]) в стиле эклектики. Теперь в нём располагается Дворец «Малютка». К нему примыкает доходный дом Н. В. Спиридонова (дом 60), построенный в 1904 году архитектором В. И. Шёне[9].
- Дом № 60, литера А — дом Н. В. Спиридонова. Действительный статский советник Николай Владимирович Спиридонов выкупил участок в конце 1890-х у супруги генерал-майора Алексея Дзичканца, которой ранее продал его первый владелец — архитектор Дмитрий Покотилов. В 1904—1905 году Василий Шене построил для Спиридонова доходный дом в стиле венецианского палаццо[10].
- Дом № 62  7830386000 — бывший особняк Матавкина (С. С. Боткина), 1860 г., арх. А. С. Кирилов, перестроен в 1903—1905 годах под руководством А. И. Дитриха.

## Список объектов городской среды
| Список объектов от начала до проспекта Чернышевского | Список объектов от начала до проспекта Чернышевского                                                             | Список объектов от начала до проспекта Чернышевского    | Список объектов от начала до проспекта Чернышевского        | Список объектов от начала до проспекта Чернышевского    | Список объектов от начала до проспекта Чернышевского    |
| Номер дома                                           | Описание | Архитектор                                              | Постройка                                                   | Иллюстрация                                             | Координаты                                              |
| ---------------------------------------------------- | --- | ------------------------------------------------------- | ----------------------------------------------------------- | ------------------------------------------------------- | ------------------------------------------------------- |
| До № 1                                               | Литейный проспект                                                                                                | Литейный проспект                                       | Литейный проспект                                           | Литейный проспект                                       | Литейный проспект                                       |
| № 3                                                  | Жилой дом | Д. Е. Ефимов                                            |                                                             |                                                         |                                                         |
| № 3                                                  | Особняк П. П. Мельникова                                                                                         | В. Ф. фон Геккер (перестройка)                          | 1870—1873                                                   |                                                         |                                                         |
| № 10—12, напротив № 7                                | Друскеникский переулок                                                                                           | Друскеникский переулок                                  | Друскеникский переулок                                      | Друскеникский переулок                                  | Друскеникский переулок                                  |
| № 9                                                  | Комплекс зданий лютеранского прихода церкви Святой Анны                                                          | Комплекс зданий лютеранского прихода церкви Святой Анны | Комплекс зданий лютеранского прихода церкви Святой Анны     | Комплекс зданий лютеранского прихода церкви Святой Анны | Комплекс зданий лютеранского прихода церкви Святой Анны |
| Кирочная улица, 8                                    | Деревянная лютеранская церковь Святой Анны на территории Петропавловской крепости                                | Р. В. Брюс                                              | 1704 (возможно 1705)                                        |                                                         | 59°56′41″ с. ш. 30°21′07″ в. д.                         |
| Кирочная улица, 8                                    | Перенос здания с территории Петропавловской крепости к Мытному двору на Городовой остров, и на современное место | Р. В. Брюс                                              | Первый перенос 1710 (возможно 1720), второй — 1720-е        |                                                         | 59°56′41″ с. ш. 30°21′07″ в. д.                         |
| Кирочная улица, 8                                    | Мазанковая лютеранская церковь Святой Анны                                                                       | П. М. Еропкин                                           | 3 мая 1735 — 26 октября 1740                                |                                                         | 59°56′41″ с. ш. 30°21′07″ в. д.                         |
| Кирочная улица, 8                                    | Каменная лютеранская церковь Святой Анны                                                                         | Ю. М. Фельтен                                           | 20 июля 1775 — 24 октября 1779                              |                                                         | 59°56′41″ с. ш. 30°21′07″ в. д.                         |
| Кирочная улица, 8                                    | Кинотеатр «Спартак»                                                                                              | А. И. Гегелло и Л. С. Косвен                            | Закрытие 1935, переделка 1939                               |                                                         | 59°56′41″ с. ш. 30°21′07″ в. д.                         |
| Кирочная улица, 8                                    | Аварийное состояние                                                                                              |                                                         | Пожар 6 декабря 2002, выгорела внутренняя часть (2002—2008) |                                                         | 59°56′41″ с. ш. 30°21′07″ в. д.                         |
| № 9                                                  | Доходный дом лютеранской церкви Святой Анны                                                                      | А. Ф. Бубырь и Л. А. Ильин                              | 1902                                                        |                                                         | 59°56′42″ с. ш. 30°21′10″ в. д.                         |
| № 14                                                 | Жил председатель Совета Министров Российской империи И. Л. Горемыкин,                                            |                                                         |                                                             |                                                         |                                                         |
| № 15                                                 | Надстройка и расширение доходного дома, перестроен                                                               | К. И. Брандт                                            | 1847 и 1851                                                 |                                                         | 59°56′41″ с. ш. 30°21′14″ в. д.                         |
| № 15                                                 | Перестройка под нужды Консульства США                                                                            |                                                         |                                                             |                                                         | 59°56′41″ с. ш. 30°21′14″ в. д.                         |
| № 16                                                 | Доходный дом, перестроен                                                                                         | В. Е. Морган                                            | 1836                                                        |                                                         |                                                         |
| № 24                                                 | Особняк князя В. С. Кочубея в стиле модерн                                                                       | Р. Ф. Мельцер                                           | 1908—1910                                                   |                                                         |                                                         |
| № 26                                                 | Съезжий дом Литейной части                                                                                       |                                                         | Первая половина XIX века                                    |                                                         |                                                         |
| № 27                                                 | Дом купца А. Г. Елисеева, в нём жил известный юрист и писатель А. Ф. Кони                                        |                                                         | 1878—1885                                                   |                                                         |                                                         |

| Список объектов от проспекта Чернышевского до | Список объектов от проспекта Чернышевского до                                                       | Список объектов от проспекта Чернышевского до | Список объектов от проспекта Чернышевского до  | Список объектов от проспекта Чернышевского до | Список объектов от проспекта Чернышевского до |
| Номер дома                                    | Описание                                                                                            | Архитектор                                    | Постройка                                      | Иллюстрация                                   | Координаты                                    |
| --------------------------------------------- | --------------------------------------------------------------------------------------------------- | --------------------------------------------- | ---------------------------------------------- | --------------------------------------------- | --------------------------------------------- |
| № 27—29, № 36—38                              | проспект Чернышевского                                                                              | проспект Чернышевского                        | проспект Чернышевского                         | проспект Чернышевского                        | проспект Чернышевского                        |
| № 38                                          | Хлебозавод «Арнаут»                                                                                 |                                               |                                                |                                               | 59°56′43″ с. ш. 30°21′35″ в. д.               |
| № 29 А                                        | Здесь был расположен артиллерийский госпиталь. Главным врачом в нём был Н. Ф. Арендт                | 1820—1826                                     |                                                |                                               | 59°56′40″ с. ш. 30°21′38″ в. д.               |
| № 29—31, напротив № 42                        | Мелитопольский переулок                                                                             | Мелитопольский переулок                       | Мелитопольский переулок                        | Мелитопольский переулок                       | Мелитопольский переулок                       |
| № 44                                          | Особняк А. И. Андреевой (включён в существующее здание)                                             | 1843                                          | А. Я. Андреев                                  |                                               |                                               |
| № 50                                          | Жил русский социолог, философ и публицист П. Л. Лавров                                              |                                               |                                                |                                               |                                               |
| № 52                                          | Особняк К. А. Варгунина                                                                             | 1896—1899                                     | А. И. фон Гоген                                |                                               | 59°56′43″ с. ш. 30°21′53″ в. д.               |
| № 52                                          | Дворец бракосочетания № 2                                                                           | С середины XX века                            |                                                |                                               | 59°56′43″ с. ш. 30°21′53″ в. д.               |
| Около № 39                                    | Статуя Медведа                                                                                      | Начало XXI века                               |                                                |                                               | 59°56′42″ с. ш. 30°21′52″ в. д.               |
| № 39                                          | Левая часть здания — особняк Ф. И. Горянского                                                       | 1857—1858                                     | А. Я. Андреев                                  | Фотография начала XXI века                    | 59°56′41″ с. ш. 30°21′54″ в. д.               |
| № 39                                          | Открытие консульства ФРГ (сейчас — консульство Германии)                                            | 1975                                          |                                                | Фотография начала XXI века                    | 59°56′41″ с. ш. 30°21′54″ в. д.               |
| № 41                                          | Доходный дом                                                                                        | 1840—1842                                     | В. Е. Морган                                   |                                               |                                               |
| № 58                                          | Особняк Н. В. Спиридонова                                                                           | 1895—1896                                     | А. Н. Померанцев при участии И. С. Китнера     |                                               | 59°56′43″ с. ш. 30°21′58″ в. д.               |
| № 58                                          | Находилось ленинградское отделение Всероссийского общества культурных связей с зарубежными странами | 1956—1965                                     |                                                |                                               | 59°56′43″ с. ш. 30°21′58″ в. д.               |
| № 58                                          | Дворец «Малютка»                                                                                    | С 5 ноября 1965                               | А. Н. Померанцев, И. С. Китнер и В. Ф. Свиньин |                                               | 59°56′43″ с. ш. 30°21′58″ в. д.               |
| № 43                                          | Консульство Австрии                                                                                 |                                               |                                                |                                               | 59°56′41″ с. ш. 30°21′57″ в. д.               |
| № 62                                          | Жил русский социолог, философ и публицист П. Л. Лавров                                              |                                               |                                                |                                               |                                               |
| За № 62, За № 49                              | Потёмкинская улица                                                                                  | Потёмкинская улица                            | Потёмкинская улица                             | Потёмкинская улица                            | Потёмкинская улица                            |
| За № 62, За № 49                              | Таврический сад                                                                                     |                                               |                                                |                                               |                                               |